# Tapeheads – Verrückt auf Video
Tapeheads – Verrückt auf Video ist eine US-amerikanische Filmkomödie von Bill Fishman aus dem Jahr 1988.

## Handlung
Ivan Alexeev und Josh Tager werden als Wachleute entlassen. Sie gründen Video Aces, eine Firma, die Musikvideos produziert. Der Auftraggeber hält das erste Video für nicht verwendbar, bietet den Männern aber noch eine Chance.
Ivan und Josh werden auf einer Party Zeugen, wie ein Politiker sich BDSM-Praktiken unterzieht. Eine Frau filmt das Geschehen und steckt die Videokassette einem der Männer zu. Der Politiker fordert seine Personenschützer auf, die Kassette zu finden.

## Kritiken
- Roger Ebert schrieb in der Chicago Sun-Times vom 21. Oktober 1988, dass die Komödie eine zeitlose Formel nutze. Zahlreiche Beteiligte hätten Erfahrung in der Produktion der Musikvideos. Ebert lobte die Filmmusik.[1]

„Eine mit viel Rockmusik aufbereitete Komödie. Nur vereinzelt deuten sich sarkastische, gelegentlich auch geschmacklose Spitzen gegen Show-, Politik- und Video-Geschäft an.“

## Hintergrund
Die Komödie wurde in Los Angeles gedreht.